# Fania Oz-Salzberger
Fania Oz-Salzberger (hébreu : פניה עוז-זלצברגר ; née le 28 octobre 1960) est une historienne et écrivaine israélienne, professeure émérite d'histoire à la faculté de droit de l'université de Haïfa et au Centre d'études allemandes et européennes de Haïfa (HCGES).

## Biographie
Oz-Salzberger est née en 1960 au kibboutz Hulda, fille aînée de l'écrivain Amos Oz et de sa femme Nily. Elle est l'arrière-petite-nièce de l'historien et spécialiste de littérature Yosef Klausner. Elle fait ses études dans des écoles de kibboutz et sert comme officier dans les Forces de défense israéliennes. Elle obtient sa licence en histoire et philosophie et sa maîtrise en histoire moderne à l'université de Tel Aviv. Son doctorat, sur les Lumières écossaises et allemandes (1991), est réalisé à l'université d'Oxford, sous la direction de John Robertson et sous le mentorat du philosophe Isaiah Berlin. Elle est chercheuse principale au Lincoln College d'Oxford de 1988 à 1990 et chercheuse junior Hornik en histoire intellectuelle au Wolfson College d'Oxford de 1990 à 1993.
Oz-Salzberger est mariée au professeur Eli Salzberger (en). Ils ont des fils jumeaux : Dean et Nadav.
En novembre 2012, le livre Juifs et Paroles ( (ISBN 9780300156478)), co-écrit par Oz-Salzberger et son père, est publié par Yale University Press. Le livre est un essai sur l’histoire juive d’un point de vue israélien laïc, reflétant un dialogue permanent entre père et fille, romancier et historien.

## Carrière universitaire
Enseignante à l'université de Haïfa depuis 1993, Oz-Salzberger est nommée professeure associée en 2009. Son livre Israelis in Berlin, publié en 2001 en hébreu et en allemand, est un prisme du dialogue israélo-allemand. Elle est active au sein des conseils consultatifs de l’Institut israélien pour la démocratie et du Forum germano-israélien pour l’avenir.
Oz-Salzberger est rédactrice en cheffe adjointe des Presses universitaires de Haïfa (1996-1999). Elle est directrice (depuis 2003) du Forum de recherche Posen pour la pensée politique juive européenne et israélienne.
Elle est membre de l'Institut d'études avancées de Berlin (1999-2000). Entre 2007 et 2012, elle occupe la chaire Leon Liberman en études israéliennes modernes au Centre australien pour la civilisation juive de l'université Monash. En 2009-2010, elle est professeure invitée Laurance S. Rockefeller pour l'enseignement au Centre universitaire pour les valeurs humaines de l'université de Princeton.
Oz-Salzberger publie des essais sur l’histoire des idées et de la pensée politique, la traduction dans les Lumières européennes, les sources bibliques de John Locke et les conflits intercivilisationnels.
Entre 2016 et 2019, Oz-Salzberger est directrice de Paideia – l’Institut européen d’études juives en Suède. En 2020, elle est faite docteur honoris causa de l'université d'Uppsala.

## Publications
- Fania Oz-Salzberger, Translating the Enlightenment: Scottish Civic Discourse in Eighteenth Century Germany, USA, Reprint, 13 avril 1995 (ISBN 9780198205197)
- Fania Oz-Salzberger, Hebrew Phrase Book., Hunter Pub Inc., mars 1997 (ISBN 9780852851814)
- (de) Fania Oz-Salzberger, Israelis in Berlin, Frankfurt am Main, 1. Aufl., 1er octobre 2001 (ISBN 9783633541713)
- Amos Oz et Oz-Salzberger, Fania, Jews and Words, New Haven, Yale University Press, 20 novembre 2012 (ISBN 9780300156478)
- (ed.) Adam Ferguson, An Essay on the History of Civil Society (Cambridge University Press, 1995)
- (ed.) with Adam Hofri, Adam Smith: Philosopher of the Enlightenment (Mapa, 2005)
- (ed.) with Eveline Goodman-Thau, Das jüdische Erbe Europas (Philo, 2005)
- (ed.) with Gordon Schochet and Meirav Jones, Political Hebraism: Judaic Sources in Early Modern Political Thought (Shalem, 2008)
- (ed.) with Thomas Maissen, The Liberal-Republican Quandary in Israel, Europe, and the United States: Early Modern Political Thought Meets Current Affairs (Academic Studies Press, 2012)
- (ed.) with Yedidia Stern, The Israeli Nation – State: Political, Constitutional and Cultural Challenges (Academic Studies Press, 2014)